# حلقه اینشتین
در اخترشناسی رصدی، حلقهٔ اینشتین عبارت است از تغییر شکل نور رسیده از یک منبع (مثل کهکشان یا ستاره) به یک حلقه، که از همگرایی گرانشی نور منبع توسط یک جرم بسیار بزرگ (مانند یک کهکشان دیگر یا سیاهچاله) ناشی می‌شود. این پدیده وقتی روی می‌دهد که منبع، عدسی گرانشی و ناظر، هر سه در یک خط قرار بگیرند. نخستین حلقهٔ اینشتین کامل با همکاری اخترشناسان دانشگاه منچستر و تلسکوپ فضایی هابل ناسا در سال ۱۹۹۸ کشف شد و بی۱۹۳۸+۶۶۶ نام نهاده شد. تلسکوپ فضایی جیمز وب حلقه تقریباً کامل اینشتین را که در فاصله تقریبی ۱۲ میلیارد سال نوری از ما قرار دارد، ثبت کرده است. وجود حلقه‌های اینشتین، علاوه بر زیبایی، به ما این امکان را می‌دهد که کهکشان‌هایی را که مشاهده آنها در غیر این صورت تقریباً غیرممکن است، مطالعه کنیم. اینشتین این فرآیند را پیش‌بینی کرده بود و از این رو نام او را به آن اختصاص داده‌اند. اگرچه رصد حلقه‌های اینشتین اتفاقی نادر است، اما بی سابقه نیست. هابل پیش از این تصاویری از حلقه‌های دیدنی اینشتین گرفته بود.